# چیس، آلاسکا
چیس (به انگلیسی: Chase) شهرکی در بخش ماتانوسکا-سوسیتنا، آلاسکا ایالت آلاسکا است که جمعیت آن در سرشماری سال ۲۰۰۰ میلادی ۴۱ نفر بوده‌است.